# Conus clarus
Espèce
Statut de conservation UICN

 LC  : Préoccupation mineure
Conus clarus est une espèce de mollusques gastéropodes marins de la famille des Conidae.
Comme toutes les espèces du genre Conus, ces escargots sont prédateurs et venimeux. Ils sont capables de « piquer » les humains et doivent donc être manipulés avec précaution, voire pas du tout.

## Description
La taille de la coquille varie entre 22 mm et 54 mm. La coquille est abrégée turbinée et sulquée vers la base. Sa couleur est blanc rosé. La spire est déprimée-conique, striée. L'angle du verticille est caréné. L'opercule est claire rosaceous. .

## Distribution
Cette espèce marine est présente depuis le sud-est de l'Afrique jusqu'à l'Australie (Australie du Sud, Tasmanie, Victoria et Australie-Occidentale).

### Niveau de risque d’extinction de l’espèce
Selon l'analyse de l'UICN réalisée en 2011 pour la définition du niveau de risque d'extinction, cette espèce est endémique à l'Australie et se limite à la côte sud de l'Australie-Occidentale, du Victoria (jusqu'à l'est de Westernport) et de l'Australie méridionale. On la trouve également le long de la côte nord de la Tasmanie. Elle a une gamme de profondeur connue de 7 à 80 m et peut-être jusqu'à 150 m. Il n'y a pas de données de population disponibles pour cette espèce. Cette espèce n'est pas commune dans le commerce des coquillages car elle n'est pas facile à collecter et n'est pas connue pour être présente en grand nombre. Elle a une gamme de prix moyenne. Il n'y a pas de menaces connues qui affectent actuellement cette espèce.

## Taxonomie

### Publication originale
L'espèce Conus clarus a été décrite pour la première fois en 1881 par le zoologiste et illustrateur britannique Edgar Albert Smith (1847-1916) dans la publication intitulée « Annals and Magazine of Natural History »,.

### Synonymes
- Austroconus clarus (E. A. Smith, 1881) · non accepté
- Conus (Austroconus) clarus E. A. Smith, 1881 · appellation alternative
- Conus segravei Gatliff, 1891 · non accepté

## Identifiants taxonomiques
Chaque taxon catalogué par les bases de données biologiques et taxonomiques possède un identifiant qui permet d'établir un point de référence. Les identifiants de Conus clarus dans les principales bases sont les suivants :
AFD : Conus_(Austroconus)_clarus - CoL : XX6L - GBIF : 5795672 - iNaturalist : 431912 - IRMNG : 10531520 - TAXREF : 155474 - UICN : 192663 - WoRMS : 426456 - ZOBODAT : 120759